# IntelDX2

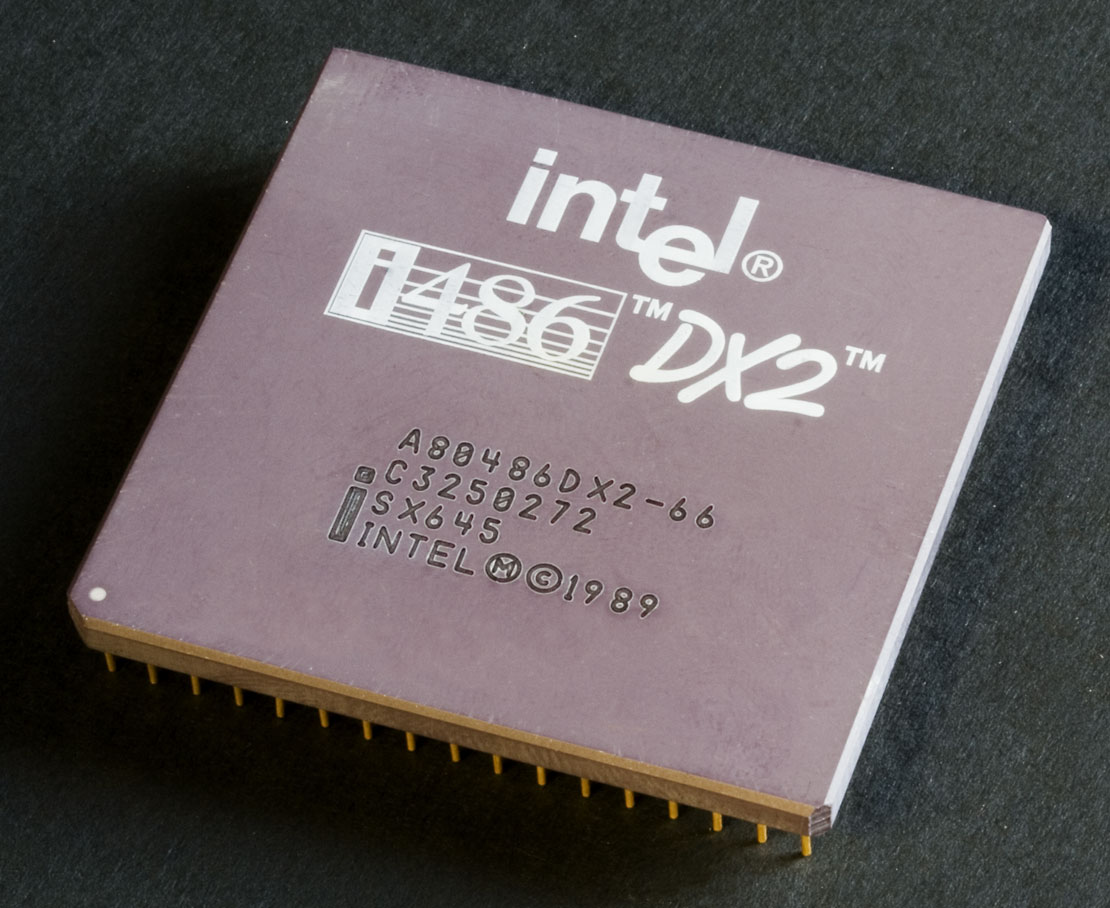
Intel i486DX2-66マイクロプロセッサ、正面から

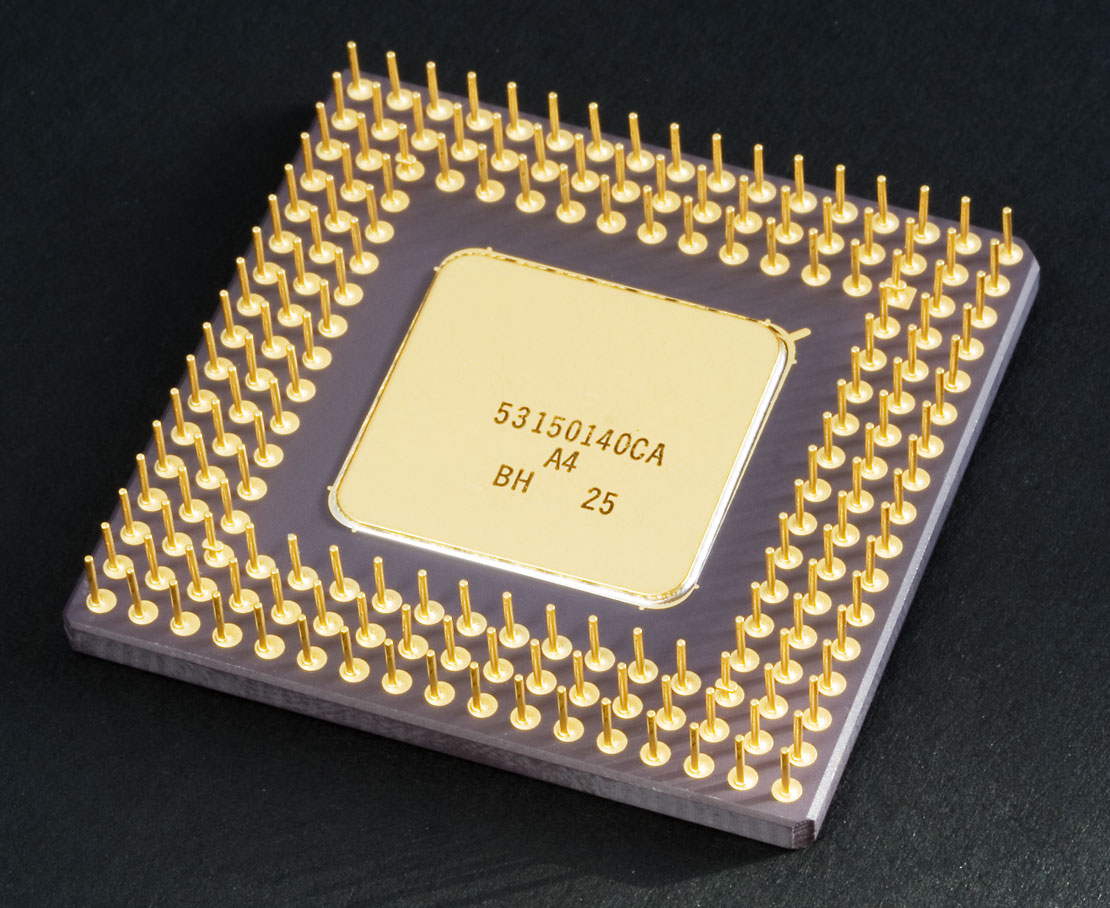
同裏側。金色のピンが並ぶ。

IntelDX2（インテルディーエックスツー）は、インテルが1992年に発売したx86アーキテクチャのマイクロプロセッサ。略称はDX2。
80486DXの内部クロックを2倍にして性能向上したもので、当初の名称は「80486DX2」だったが、後に80486DXがi486DXに改名された際に同時に「i486DX2」に改名された。
さらに1994年に、電圧を3.3Vに引き下げたうえで内部クロックを最大で3倍に引き上げ、内部キャッシュを2倍の16KBに増強した「IntelDX4」（略称DX4)が発売され、同時に「i486DX2」は更に「IntelDX2」に改名された。

## クロックダブリング
DX2の基本技術は486DXと同一だが、これに新たにダブルクロック（クロックダブリング）と呼ばれる技術を追加した。この技術はCPU全体のクロック周波数をシステムクロック（CPUバス）の2倍に引き上げるもので、同じバス周波数のi486DXベースのCPUよりも高速である。DX2はクロックダブリングをした最初のマイクロプロセッサである。
たとえばDX2-50は、バス周波数25MHz、クロック周波数50MHzなので、DX-25と互換性があり、DX-50と同じ（DX-25の2倍の）処理能力を持つ。したがって、CPUがDX-25のシステムのCPUだけをDX2-50に変更すれば、設計・仕様をほとんど変えずにパフォーマンスを向上させられる。DX2-50のシステムのパフォーマンスはDX-25とDX-50の間であり、ボトルネックがCPU外にあればDX-25に近づき、CPU内にあればDX-50に近づく。
同様のCPU変更は、完成・販売したシステムに対しても可能である。このための交換用CPUがオーバードライブプロセッサ (ODP) である。486SXや486DX用に、内部がDX2のODPが販売された。

## ラインナップ
- i486DX2
  - i486DX2-50:CPUバスが25MHz、クロック周波数が50MHz
  - i486DX2-66:CPUバスが33MHz、クロック周波数が66MHz
- i486DX4
  - i486DX4-75：CPUバスが25MHz、クロック周波数が75MHz
  - i486DX4-100：CPUバスが33.3MHz、クロック周波数が100MHz

## 影響
1993年には次世代のPentiumが発表されたが、DX2やDX4は従来の安価で普及済の486系のマザーボードも使用でき、モデルによっては当初のPentiumを上回る性能を実現したため、当時のVESA ローカルバス対応のビデオカードと同時に広く普及した。特に日本ではPC/AT互換機の普及時期とも重なった。
またインテルはIntel 80386からはセカンドソースを原則廃止したが、資本参加を受けていたIBMには例外的にIntel486までの製造ライセンス提供を継続した。IBMは当時はPowerPC推進もありPentium採用は遅らせ、x86市場ではIBM486DLC2やIBM486DLC3などの通称Blue Lightningシリーズも投入した。
またAMDは40MHzのCPUバスで80MHzで駆動するDX2チップを開発した。
これ以後のCPUでは、CPUバス周期につき複数のCPUクロックを実行するものが一般的となった。

## 脚注

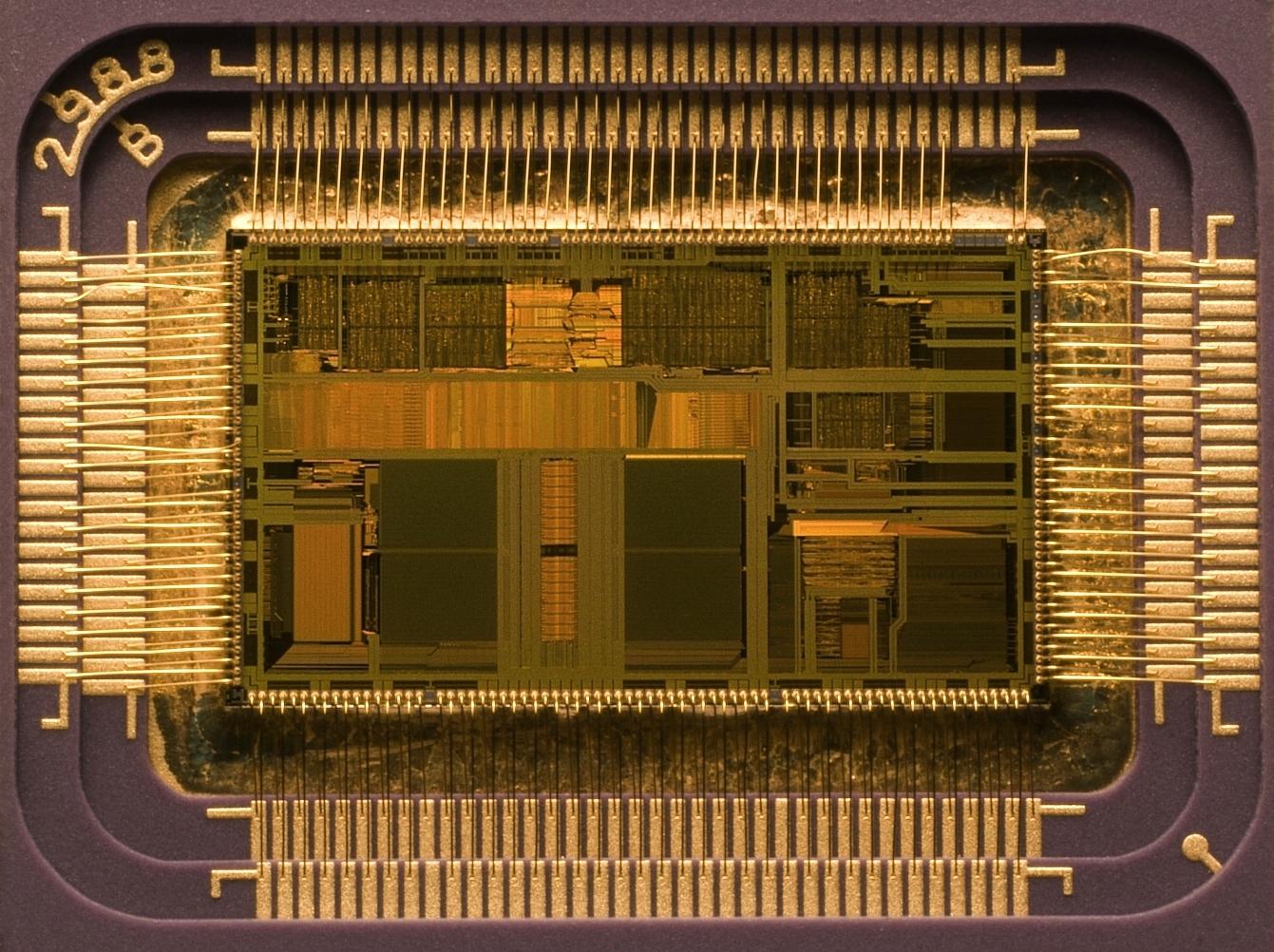
486DX2